# Татаринов Михайло Володимирович
Михайло Володимирович Татаринов (рос. Михаил Владимирович Татаринов; нар. 16 липня 1966, Ангарськ, Іркутська область, СРСР) — радянський і російський хокеїст, захисник. Чемпіон світу.

## Спортивна кар'єра
Вихованець ангарського «Єрмака». Перший тренер — В'ячеслав Соколов. У сімнадцять років переїхав до Києва. Протягом трьох сезонів був основним гравцем «Сокола». Вніс вагомий внесок у здобуття бронзових медалей чемпіонату 1984/85. У вищій лізі за київський клуб провів 109 матчів, закинув 17 шайб, зробив 14 результативних передач.
В 1986 році перейшов до московського «Динамо». В складі столичної команди здобув три нагороди національного чемпіонату різного ґатунку: золото — 1990, срібло — 1987, бронза — 1988. За «Динамо» виступав чотири з половиною сезони. В лізі провів 129 матчів, закинув 29 шайб, зробив 24 результативні передачі. За підсумками сезону 1989/90 був обраний до символічної збірної.
Чемпіон Європи серед юніорів 1984 року (п'ять матчів, три голи). На молодіжних першостях світу здобув дві золоті (1984, 1986) і одну срібну нагороду (1985). На турнірі 1986 року в Канаді був названий найкращим захисником і обраний до символічної збірної. Всього на чемпіонатах світу серед молодіжних команд провів 19 матчів і закинув чотири шайби.
За національну команду дебютував у вісімнадцять років. 19 серпня 1984 року в Стокгольмі радянські хокеїсти перемогли господарів з рахунком 4:1. Першу шайбу за головну команду країни закинув у ворота збірної ФРН 30 березня 1986 року.

## Досягнення
- Чемпіон світу (1): 1990
- Чемпіон СРСР (1): 1990
- Срібний призер (1): 1987
- Бронзовий призер (2): 1985, 1988

## Статистика
| Сезон             | Команда              | Ліга              | І   | Г  | П  | 0   | Штр |
| ----------------- | -------------------- | ----------------- | --- | -- | -- | --- | --- |
| 1983/84           | «Сокіл» (Київ)       | вища              | 38  | 7  | 3  | 10  | 48  |
| 1984/85           | «Сокіл» (Київ)       | вища              | 34  | 3  | 6  | 9   | 54  |
| 1985/86           | «Сокіл» (Київ)       | вища              | 37  | 7  | 5  | 12  | 41  |
| 1986/87           | «Динамо» (Москва)    | вища              | 40  | 10 | 8  | 18  | 43  |
| 1987/88           | «Динамо» (Москва)    | вища              | 30  | 2  | 2  | 4   | 8   |
| 1988/89           | «Динамо» (Москва)    | вища              | 4   | 1  | 0  | 1   | 2   |
| 1989/90           | «Динамо» (Москва)    | вища              | 44  | 11 | 10 | 21  | 34  |
| 1990/91           | «Динамо» (Москва)    | вища              | 11  | 5  | 4  | 9   | 6   |
|                   | «Вашингтон Кепіталс» | НХЛ               | 65  | 8  | 15 | 23  | 82  |
| 1991/92           | «Квебек Нордікс»     | НХЛ               | 66  | 11 | 27 | 38  | 72  |
| 1992/93           | «Квебек Нордікс»     | НХЛ               | 28  | 2  | 6  | 8   | 28  |
| 1993/94           | «Бостон Брюїнс»      | НХЛ               | 2   | 0  | 0  | 0   | 2   |
|                   | «Провіденс Брюїнс»   | АХЛ               | 3   | 0  | 3  | 3   | 0   |
| Усього за кар'єру | Усього за кар'єру    | Усього за кар'єру | 402 | 67 | 89 | 156 | 420 |